# Blue Sky Aviation
Blue Sky Aviation — авиакомпания Монголии. Является совместным предприятием с Mission Aviation Fellowship (en). Базируется в Международном аэропорту Чингисхан, расположенном в Улан-Баторе. Занимается чартерными перевозками внутри страны по 19 направлениям круглый год и ещё по 10 направлениям сезонно. Кроме того, компания занимается санитарными авиаперевозками, выполняет спасательные операции экстренной медицинской помощи в условиях плохой транспортной доступности.
Флот Blue Sky Aviation состоит из одного самолёта Цессна 208B Grand Caravan — лёгкого одномоторного турбовинтового самолёта, позволяющего перевозить до 9 пассажиров и 1000 килограмм полезного веса; самолёт выпущен в 2000 году.

## Направления
В общей сложности компанией выполняются авиаперевозки из Улан-Батора по 29 направлениям, из них 10 — сезонно. Самые дальние перелёты — Улан-Батор-Улэгэй и Улан-Батор-Булган (сомон Кобдоского аймака), длятся 9,2 часа.

### Постоянные рейсы
1. Арвайхээр (административный центр Увэр-Хангайского аймака)
2. Алтай (административный центр аймака Говь-Алтай)
3. Баруун-Урт (административный центр Сухэ-Баторского аймака)
4. Баянхонгор (административный центр аймака Баянхонгор)
5. Булган (административный центр Булганского аймака)
6. Чойбалсан (административный центр Восточного аймака)
7. Даланзадгад (административный центр Южно-Гобийского аймака)
8. Доной — аэропорт в городе Улясутай (административный центр Дзабханского аймака)
9. Ундерхаан (административный центр Хэнтий аймака)
10. Хархорин (город в одноимённом сомоне Увэр-Хангайского аймака)
11. Кобдо (административный центр Кобдоского аймака)
12. Булган (сомон Кобдоского аймака)
13. Мандалгоби (административный центр Среднегобийского аймака)
14. Мурэн (административный центр Хубсугульского аймака)
15. Оюу-Толгой (Южно-Гобийский аймак)
16. Цэцэрлэг (административный центр аймака Архангай)
17. Тосонцэнгэл (сомон Хубсугульского аймака)
18. Улэгэй (административный центр аймака Баян-Улгий)
19. Улангом (административный центр Убсунурского аймака)

### Сезонные рейсы
1. Эрдэнэт (административный центр Орхонского аймака)
2. Цагааннуур (сомон Хубсугульского аймака)
3. Эрдэнэбулган (сомон Хубсугульского аймака)
4. Хан Хонгор (сомон Южно-Гобийского аймака)
5. Биндэр (сомон Хэнтий аймака)
6. Рэнчинлхумбэ (сомон Хубсугульского аймака)
7. Цагаан Уур (сомон Хубсугульского аймака)